# Ān Shìgāo
Ān Shìgāo (安世高, Wade-Giles: An Shih-kao, coreano: An Sego, giapponese: An Seikō; Ctesifonte (?), II secolo – II secolo) è stato un monaco buddhista partico, traduttore di testi dal sanscrito al cinese.
Secondo il Gāosēng zhuàn (高僧傳, Biografie di monaci eminenti, T.D. 2059, conservato nel Shǐchuánbù), composto da Huìjiǎo (慧皎) in 14 fascicoli nel 519 e contenente la biografia di 257 tra monaci e monache vissuti in Cina tra il 67 e il 519, Ān Shìgāo, fu uno dei possibili pretendenti al trono Arsacide e per questo inviato come ostaggio presso la corte cinese della dinastia Hàn orientali. Giunto, nel 148, nella capitale Luoyang, allora governata dall'imperatore Húandì (桓帝, conosciuto anche come 劉志, Liúzhì, regno: 146-67), vi si stabilì prendendo i voti monastici e avviando l'opera di traduzione in cinese di sutra buddisti sia mahayana che del buddismo dei Nikāya. 
Sempre il Gāosēng zhuàn ci narra che, durante il regno di Língdì (靈帝, conosciuto anche come 劉宏, Liúhóng, regno 168-89), Ān Shìgāo risiedette sul Monte Lu (cin. 廬山, Lúshān), una delle montagne più sacre per il buddismo cinese e per il taoismo, dove scoprì il vero volto della divinità della montagna che corrispondeva a quella di un pitone (cin. 蟒 mǎng), frutto della rinascita di un monaco buddista schiavo della sua collera. Ān Shìgāo risiedette in Cina per circa vent'anni.